# Cathédrale d'Aarhus
La cathédrale d'Aarhus est une cathédrale située à Aarhus, la deuxième plus grande ville du Danemark, et la plus grande de la péninsule du Jutland.

## Historique
La construction de la cathédrale d'Aarhus a commencé autour de l'an 1200, elle fut fondée par l'évêque Peder Vognsen. L'église a été achevée en 1300 dans un style roman.
En 1330, la cathédrale fut victime d'un incendie et elle fut abandonnée jusqu'à la fin du XIVe siècle. À cette époque, l'architecture gothique s'était implantée au Danemark, et la cathédrale a été reconstruite jusqu'en 1500 dans son état actuel.
La cathédrale est dédiée au saint patron des marins, saint Clément. Elle est le siège du diocèse d'Aarhus de l'Église évangélique-luthérienne du Danemark.
Elle est détentrice de plusieurs records au Danemark : elle est haute de 96 mètres, il s'agit de l'église la plus longue, elle comporte le plus grand nombre de fresques, le plus grand orgue ; et son triptyque est le plus grand trésor médiéval du pays. Sa taille de 96 mètres en fait la plus la haute du Danemark et la deuxième plus haute en Europe du Nord. La capacité de la cathédrale est de 1 200 sièges.
La cathédrale comprend un autel remarquable réalisé par le sculpteur et peintre Bernt Notke et les monuments funéraires sont du sculpteur flamand Thomas Quellinus.

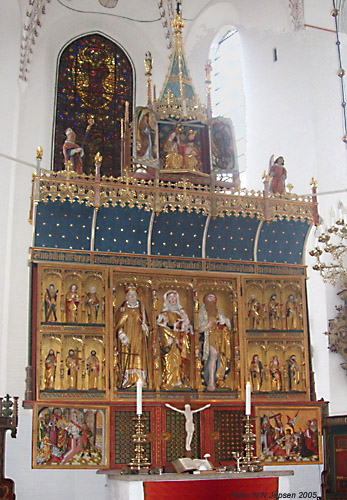
Autel de Bernt Notke de la Aarhus

## L'orgue
L'orgue est construit par Th. Frobenius & Sons de 1928 à 2011 et dispose de 89 jeux. Il est le plus grand orgue dans une église au Danemark.